# Крістофер Едмунд Брум
Крістофер Едмунд Брум (англ. Christopher Edmund Broome; 24 липня 1812 — 15 листопада 1886) — англійський міколог.

## Коротка біографія
Крістофер Брум народився в місті Беркемстед у 1812 році в родині англійського солісітора. Навчався в приватній школі в Кенсінгтоні. Згодом він поступив до коледжу Триніті хол (англ. Trinity Hall), який входить до Кембриджського університету, де отримав ступінь у 1836 році. Одружився з Шарлоттою Хорман, з якою жив спочатку неподалік від Боксу потім у Бристолі та у Батістоні, де провів решту свого життя.
Брум збирав зразки грибів у Кембриджширі і Бристолі, потім відсилав багато з них Майлзу Берклі. Потім протягом 37 років видавалася серія книг Notices of British Fungi, написаних Берклі і Брумом. У ній було описано близько 550 нових видів грибів. Потім Брум і Берклі описували види грибів за зразками, зібраними Джорджем Твейтсом в Азії, а також зберігалися в гербарії в австралійському місті Брисбені. Самостійно Брум видав невелику кількість публікацій, більшість з яких присвячена трюфелевим грибам Англії. У колекції Брума знаходилося більш як 40 тисяч примірників грибів, тепер гербарій зберігається у Королівських ботанічних садах в К'ю.

## Роди грибів, названі на честь К. Брума
- Broomeia Berk. 1844
- Broomella Sacc. 1883
- Broomeola Kuntze 1891

## Наукові роботи
- Berkeley, M.J. & Broome, C.E. (1850). Notices of British fungi. Annals and Magazine of Natural History Ser. 2, 5: 455—466.
- Berkeley, M.J. & Broome, C.E. (1871). The fungi of Ceylon. Journal of the Linnean Society Botany 11: 469—572.
- Berkeley, M.J. & Broome, C.E. (1880). List of fungi from Brisbane, Queensland with descriptions of new species. Transactions of the Linnean Society of London Ser. 2, 1.
- Broome, C.E. (1864). The fungi of Wiltshire. The Wiltshire archaeological and natural history magazine 8: 170—198.
- Broome, C.E. (1870). Remarks on some of the fungi met with in the neighbourhood of Bath. Proceedings of the Bath Natural History and Antiquarian Field Club 2: 55-98.